# Tyson Barrie
Tyson Barrie, född 26 juli 1991, är en kanadensisk professionell ishockeyspelare som spelar för Calgary Flames i National Hockey League (NHL). Han har tidigare spelat för Colorado Avalanche, Toronto Maple Leafs, Edmonton Oilers och Nashville Predators. Han draftades av Avalanche i tredje rundan som 64:e totalt vid NHL Entry Draft 2009.

## Statistik

### Klubbkarriär
| 2006–07    | Juan de Fuca Grizzlies | VIJHL      | 72  | 43  | 87  | 130 | —   | —  | — | —  | —  | —  |
| 2006–07    | Kelowna Rockets        | WHL        | 7   | 0   | 3   | 3   | 2   | —  | — | —  | —  | —  |
| 2006–07    | Victoria Grizzlies     | BCHL       | —   | —   | —   | —   | —   | 3  | 0 | 2  | 2  | 0  |
| 2007–08    | Kelowna Rockets        | WHL        | 64  | 9   | 34  | 43  | 32  | 7  | 1 | 3  | 4  | 0  |
| 2008–09    | Kelowna Rockets        | WHL        | 68  | 12  | 40  | 52  | 31  | 22 | 4 | 14 | 18 | 12 |
| 2009–10    | Kelowna Rockets        | WHL        | 63  | 19  | 53  | 72  | 31  | 12 | 3 | 8  | 11 | 6  |
| 2010–11    | Kelowna Rockets        | WHL        | 54  | 11  | 47  | 58  | 34  | 10 | 2 | 9  | 11 | 8  |
| 2011–12    | Colorado Avalanche     | NHL        | 10  | 0   | 0   | 0   | 0   | —  | — | —  | —  | —  |
| 2011–12    | Lake Erie Monsters     | AHL        | 49  | 5   | 27  | 32  | 24  | —  | — | —  | —  | —  |
| 2012–13    | Colorado Avalanche     | NHL        | 32  | 2   | 11  | 13  | 10  | —  | — | —  | —  | —  |
| 2012–13    | Lake Erie Monsters     | AHL        | 38  | 7   | 22  | 29  | 7   | —  | — | —  | —  | —  |
| 2013–14    | Colorado Avalanche     | NHL        | 64  | 13  | 25  | 38  | 20  | 3  | 0 | 2  | 2  | 0  |
| 2013–14    | Lake Erie Monsters     | AHL        | 6   | 0   | 3   | 3   | 0   | —  | — | —  | —  | —  |
| 2014–15    | Colorado Avalanche     | NHL        | 80  | 12  | 41  | 53  | 26  | —  | — | —  | —  | —  |
| 2015–16    | Colorado Avalanche     | NHL        | 78  | 13  | 36  | 49  | 31  | —  | — | —  | —  | —  |
| 2016–17    | Colorado Avalanche     | NHL        | 74  | 7   | 31  | 38  | 18  | —  | — | —  | —  | —  |
| 2017–18    | Colorado Avalanche     | NHL        | 68  | 14  | 43  | 57  | 22  | 6  | 0 | 4  | 4  | 2  |
| 2018–19    | Colorado Avalanche     | NHL        | 78  | 14  | 45  | 59  | 36  | 12 | 1 | 7  | 8  | 4  |
| 2019–20    | Toronto Maple Leafs    | NHL        | 70  | 5   | 34  | 39  | 16  | 5  | 0 | 0  | 0  | 2  |
| 2020–21    | Edmonton Oilers        | NHL        | 56  | 8   | 40  | 48  | 10  | 4  | 0 | 1  | 1  | 0  |
| 2021–22    | Edmonton Oilers        | NHL        | 73  | 7   | 34  | 41  | 18  | 16 | 1 | 4  | 5  | 10 |
| 2022–23    | Edmonton Oilers        | NHL        | 61  | 10  | 33  | 43  | 26  | —  | — | —  | —  | —  |
| 2022–23    | Nashville Predators    | NHL        | 24  | 3   | 9   | 12  | 10  | —  | — | —  | —  | —  |
| 2023–24    | Nashville Predators    | NHL        | 41  | 1   | 14  | 15  | 16  | 1  | 0 | 1  | 1  | 0  |
| NHL totalt | NHL totalt             | NHL totalt | 809 | 109 | 396 | 505 | 259 | 47 | 2 | 19 | 21 | 18 |

### Internationellt
| År            | Lag            | Turnering     | Resultat      |    | Matcher | Mål | Assist | Poäng | Utv |
| ------------- | -------------- | ------------- | ------------- | -- | ------- | --- | ------ | ----- | --- |
| 2008          | Canada Pacific | U17           | 4:a           | 6  | 1       | 2   | 3      | 2     |     |
| 2011          | Kanada         | JVM           | 2             | 7  | 1       | 2   | 3      | 0     |     |
| 2015          | Kanada         | VM            | 1             | 10 | 1       | 5   | 6      | 0     |     |
| 2017          | Kanada         | VM            | 2             | 3  | 2       | 5   | 7      | 0     |     |
| Junior totalt | Junior totalt  | Junior totalt | Junior totalt | 13 | 2       | 4   | 6      | 2     |     |
| Senior totalt | Senior totalt  | Senior totalt | Senior totalt | 13 | 3       | 10  | 13     | 0     |     |

## Meriter och utmärkelser
| Merit                       | År         |
| --------------------------- | ---------- |
| WHL                         |            |
| CHL All-Rookie Team         | 2008       |
| West First All-Star Team    | 2010, 2011 |
| Bill Hunter Memorial Trophy | 2010       |
| CHL Second All-Star Team    | 2010       |
| AHL                         |            |
| All-Star Game               | 2012       |

## Filmografi
| År   | Titel                  | Not      | Ref.  |
| ---- | ---------------------- | -------- | ----- |
| 2020 | Justin Bieber: Seasons | Gästroll | [ 1 ] |